# Helle Kommune
| Strukturdaten       | Strukturdaten |
| ------------------- | ------------- |
| Sitz der Verwaltung | Årre          |
| Fläche              | 280,51 km²    |
| Einwohner           | 8.360 (2004)  |
| Kommune seit 2007   | Varde Kommune |

Helle Kommune war bis Dezember 2006 eine dänische Kommune im damaligen Ribe Amt in Jütland. Seit Januar 2007 ist der größte Teil zusammen mit der „alten“ Varde Kommune, der Blaabjerg Kommune, der Ølgod Kommune und der Blåvandshuk Kommune Teil der neuen Varde Kommune. Die Ortschaft Grimstrup schloss sich der Esbjerg Kommune an.